# Ryudai Maeda
Ryudai Maeda (前田 龍大 Maeda Ryudai?), född 20 maj 2002 i Osaka prefektur, är en japansk fotbollsspelare.
Maeda började sin karriär 2020 i Cerezo Osaka.